# گوردون (کنتاکی)
گوردون (به انگلیسی: Gordon) یک منطقهٔ مسکونی در ایالات متحده آمریکا است که در شهرستان لتچر، کنتاکی واقع شده‌است. گوردون ۴۱۲٫۰۹ متر بالاتر از سطح دریا قرار دارد.